# Alberto Errera (Ökonom)
Alberto Errera (* 21. April 1842 in Venedig; † 4. Januar 1894 in Neapel) war ein italienischer Nationalökonom.

## Leben
Errera besuchte das Gymnasium in Venedig und studierte anschließend in Padua die Rechte. Noch als Student wurde er von der Regierung des damals zum österreichischen Kaiserreich gehörenden Veneto verhaftet, da er sich an den antiösterreichischen Bestrebungen der Venetianer lebhaft beteiligte.
Er wurde des Hochverrats angeklagt und drei Jahre gefangen gehalten. Nach seiner Befreiung wurde er zum Professor der Nationalökonomie und der Statistik am technischen Institut zu Venedig ernannt, von wo er in gleicher Eigenschaft nach Mailand ging, wo er auch Redakteur der dortigen Zeitung „La Perseveranza“ wurde. Später wurde er nach Neapel berufen.
Sein Hauptwerk ist die Storia e Statistica delle industrie venete edel loro avenire (Venedig 1870), mit dem Anhang: Tabelle statistiche e documenti per la Storia e Statistica delle industrie venete e accenni al loro avvenire (Venedig 1870).
In seinem wissenschaftlichen Werken vertrat er entschieden den Kurs der Reformistenschule.

## Werke
- Le industrie nel Veneto, Mailand 1868
- La riforma nelle carcere italiane, Venedig 1870
- Atlante Statistico industriale commerciale e marrittimo per il Veneto, Venedig 1871
- L'industria navale, Mailand 1871
- L'Italia industriale, studi con particolare riguardo all' adriatico superiore, Rom 1873
- Le nuove istituzioni economiche nel secolo XIX, Mailand 1874
- Rassegna bibliografica di opere di economia politica e di diritto industriale, Florenz 1874
- Daniele Manin e Venezia 1804-1853, Florenz 1875
- Storia politica nei secoli XVII. e XVIII. negli Stati della Repubblica veneta, Venedig 1877
- Manuale e statistica delle industrie Venete, Venedig 1879
- Manuale delle piccole industrie, Mailand 1879
- Elemente di Scienza sociale, Neapel 1879
- Studii sull' istruzione primaria, industriale, professionale e commerciale nel Belgio, Rom 1880
- Manuale teoretico-pratico per le piccole industrie, Mailand 1880
- Le finanze dei grandi comuni, Florenz 1882